# 阿爾科諾瓦爾多·博納科西

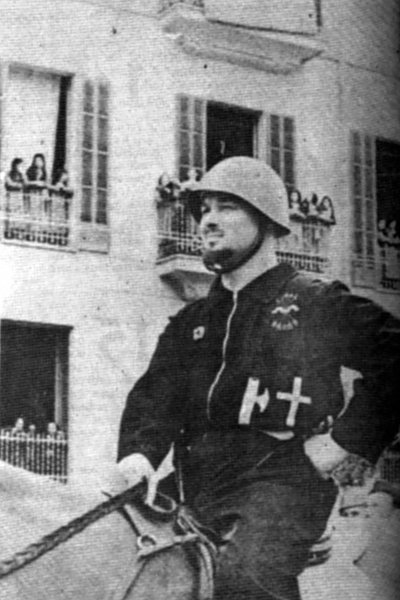
阿爾科諾瓦爾多·博納科西

阿爾科諾瓦爾多·博納科西，(1898年8月22日—1962年7月2日），義大利士兵、律師和政治家。

## 生平
博納科西生於博洛尼亞，從第一次世界大戰後第一次遇到貝尼托·墨索里尼起，他就是一個狂熱的法西斯主義者。1922年，他作為博洛尼亞法西斯領袖參加了進軍羅馬行動。他於1928年畢業於著名的博洛尼亞大學，後擔任律師，並很快開始為義大利法西斯主義者辯護。20世紀30年代初，他結婚並育有三個孩子。
1936年西班牙內戰爆發，共和黨人試圖從民族主義者手中奪回巴里阿利群島，博納科西於8月26日抵達馬略卡島的帕爾馬，指揮當地民族主義軍隊擊敗了共和黨人，為此佛朗哥授予他軍功十字勳章。 然而，他在巴厘阿裡群島屠殺共產黨人，引發了英國和法國的抗議，巴里阿里群島應該成為義大利保護國的聲明損害了義大利的國際形象，因此在1936年12月23日，他被迫返回義大利。
1937年2月，作為義大利遠征軍的一員，博科納西再次前往西班牙，在那裡他參加了征服馬拉加和加泰羅尼亞的行動。
1938年，作為一名將軍，博納科西被派往意屬東非。第二次世界大戰爆發后，他參加了對英屬索馬里蘭的征服。在意屬東非被英國人征服後，他被英國囚禁，直到戰爭結束。
1946年，他回到義大利，在那裡他再次開始擔任律師，並進入政界。1950年，他為德國將軍奧托·瓦格納（Otto Wagener）辯護，後者被指控在羅得島犯下戰爭罪，並被判處15年徒刑。1957年，他應佛朗哥的邀請訪問西班牙。1958年，他在眾議院選舉中被列入義大利社會運動的候選人名單。1962年，他因手術併發症在羅馬去世。